# Dollman vs. Demonic Toys
『ドールマンvs.デモーニック・トイズ』(Dollman vs. Demonic Toys）は、1993年制作のホラー映画で、『デモーニック・トイズ』と『ミクロコップ』と『エイリアン・コレクター』の続編でクロスオーバー作品。日本では未だに未公開の映画。

## あらすじ
『エイリアン・コレクター』のラストで収縮されたまま生き残ってしまったジンジャーの存在を知ったブリック・バルドは彼女に会いに行く事にした。たまたま、ジンジャーが蜘蛛に襲われそうになってるところを助けたバルドはジンジャーに惚れられて恋の仲となった。その頃、かつて悪魔のオモチャが暴れていた倉庫で悪魔とウプシー・デイジー率いるオモチャ軍団が再び降臨。女刑事のジュディスは悪魔のオモチャを完全に葬るべく、バルドとジンジャーに協力を頼み。三人で倉庫へオモチャ達に戦いを挑む。だが皮肉にもジュディスが殺されて、ジンジャーがウプシー・デイジーに捕まってしまう、こうして、バルドと悪魔のオモチャの対決が展開する。

## キャスト
- ブリック・バルド　ティム・トマーソン
- ジュディス・グレイ　トレイシー・スコギンズ
- ナース・ジンジャー　メリッサ・ベア
- コリンズ　フィリップ・ブロック
- レイ・ヴァーノン　フィル・フォンダカーロ
- バム　RCベイツ
- 警察官　ウィリー・C・カーペンター
- タクシー運転手　ピーター・チェン
- ベイビー・ウプシー・デイジーの声　フランク・ウェルカー
- 他のオモチャの声　TimDornber

## 悪魔のオモチャ
ベイビー・ウプシー・デイジー
今作とは違い凶器は使わず、また悪魔本体が憑依しているという設定になっており、ジンジャーを孕まして彼女の子供を悪魔として復活させようと目論む。
ジャックアタック
箱から体が離れており、蛇のように動き回る。
ミスター・スタティック
前作とは違い目が赤く光っており、両手から赤いレーザー光線を出す。
ゾンビトイド
GIジョーのアクションフィギュアのようなオモチャ。今作が初登場。雄叫びをあげて、マチェーテで攻撃する。その後の続編には出されず、本作のみにしか登場することは無かった。

## 備考
『エイリアン・コレクター』で収縮されたまま生き残ったのは本来ならば、バニーという人物だったが本作では元の大きさに戻されたはずのジンジャーが収縮されたまま生き残ったという設定に変更されている。